# 225 (numero)
Duecentoventicinque (225) è il numero naturale dopo il 224 e prima del 226.

## Proprietà matematiche
- È un numero dispari.
- È un numero composto con 9 divisori: 1, 3, 5, 9, 15, 25, 45, 75, 225. Poiché la somma dei suoi divisori (escluso il numero stesso) è 133 < 225, è un numero difettivo.
- È un quadrato perfetto, infatti 152 = 225.
- È l'unico quadrato di 3 cifre tutte costituite da numeri primi.
- Può essere espresso in quattro modi diversi come differenza di due quadrati: (225=172-82=252-202=392-362=1132-1122), e in un modo come somma di due quadrati (225=122+92).
- È la somma dei cubi dei primi cinque interi consecutivi (225 = 13 + 23 + 33 + 43 + 53), e anche di tre cubi (225 = 13 + 23 + 63).
- È un numero rifattorizzabile, essendo divisibile per il numero dei suoi divisori.
- È un numero ottagonale, 24-gonale, 76-gonale e ottagonale centrato.
- È un numero malvagio.
- È un numero potente.
- È un numero di Harshad, essendo divisibile per la somma delle sue cifre.
- È parte delle terne pitagoriche (63, 216, 225), (120, 225, 255), (135, 180, 225), (140, 225, 265), (225, 272, 353), (225, 300, 375), (225, 540, 585), (225, 924, 951), (225, 1000, 1025), (225, 1680, 1695), (225, 2808, 2817), (225, 5060, 5065), (225, 8436, 8439), (225, 25312, 25313).

## Astronomia
- 225P/LINEAR è una cometa periodica del sistema solare.
- 225 Henrietta è un asteroide della fascia principale del sistema solare.

## Astronautica
- Cosmos 225 è un satellite artificiale russo.

## Altri ambiti
- L'additivo alimentare E225 è il conservante metabisolfito di potassio.
- +225 è il prefisso telefonico internazionale della Costa d'Avorio.